# Western Goals Foundation
Die Western Goals Foundation war ein antikommunistisches Netzwerk, welches als privater Geheimdienst in den Vereinigten Staaten tätig war und über internationale Kontakte verfügte. Die Organisation wurde 1979 von Generalmajor John K. Singlaub, dem Verleger und Spion John H. Rees und dem Kongressabgeordneten Larry McDonald gegründet. Sie wurde 1986 aufgelöst, als die Tower Commission aufdeckte, dass sie Teil von Oliver North's Iran-Contra-Finanzierungsnetzwerks gewesen war.

## Geschichte
Nach den Watergate- und COINTELPRO-Skandalen Anfang der 1970er Jahre wurden mehrere Gesetze verabschiedet, um die polizeiliche Informationsbeschaffung innerhalb politischer Organisationen einzuschränken. So wurde vorgegeben, dass die Informationsbeschaffung nur noch zur Aufdeckung von Straftaten erlaubt war. Viele Akten über angebliche Kommunisten, die über Jahrzehnte hinweg gesammelt worden waren, wurden vernichtet. Die unbeabsichtigte Folge dieser Gesetze war, dass einige Akten in die Hände von „pensionierten“ Geheimdienstmitarbeitern und ihren Mitarbeitern gelangten. Zweck der Gründung von Western Goals durch antikommunistische Hardliner war es, die Arbeit von Organisationen wie dem Komitee für unamerikanische Umtriebe weiterzuführen.
John Rees und Larry McDonald schlossen sich 1979 mit Generalmajor Singlaub zusammen und gründeten Western Goals. Alle Gründer waren Mitglieder der World Anti-Communist League, der John Birch Society und ähnlicher Organisationen. Einer der Hauptsponsoren war der texanische Ölmilliardär Nelson Bunker Hunt.
Als private Stiftung sammelte Western Goals Informationen über mutmaßliche Subversive und gab diese an Strafverfolgungsbehörden weiter, ähnlich wie ein „Mini-Deep State“. Laut ehemaligen Mitarbeitern gehörten zu den Behörden, die Informationen von Western Goals erhielten, die Drug Enforcement Administration, das Bureau of Alcohol, Tobacco, Firearms and Explosives, das Federal Bureau of Investigation, die Central Intelligence Agency und Polizeibehörden. Durch die Zusammenarbeit mit dem informellen Netzwerk konnten nämlich bestehende Gesetze (z. B. Datenschutz) umgangen werden.
Die Organisation hatte ihren Sitz in einem Haus in Alexandria, Virginia. Sie gab außerdem an, Büros in Westdeutschland und Österreich zu haben. Ein ehemaliger Mitarbeiter erklärte gegenüber Politico im Jahr 2018, dass ein größerer Teil der Finanzierung aus Westdeutschland stamme als aus den Vereinigten Staaten. In Deutschland arbeitete der dortige Ableger eng mit Reinhard Gehlen zusammen, dem Gründer der Gehlen-Organisation.
Rees richtete eine Computerdatenbank ein, um mutmaßliche Kommunisten zu verfolgen, und verfasste viele der veröffentlichten Berichte von Western Goals über inländische Subversive, Terrorismus und kommunistische Bedrohungen. Menschen aus Strafverfolgungsbehörden gaben manchmal pikante Informationen an Western Goals weiter, die Rees dann in Newslettern veröffentlichte, die wiederum von McDonald in das Kongressprotokoll aufgenommen wurden, was ihn vor Verleumdungsklagen schützte. Western Goals zitierte dann McDonalds Aussagen in seinen eigenen öffentlichen Berichten. Unbestätigte Berichte von Western Goals, in denen amerikanische pazifistische Gruppen Verbindungen zum Kommunismus und zur Sowjetunion bezichtigt wurden, wurden auch im Reader’s Digest und von der Reagan-Regierung veröffentlicht.
Western Goals wurde 1983 von der American Civil Liberties Union (ACLU) verklagt, weil sie illegale Geheimdienstakten der Polizei von Los Angeles aus dem Jahr 1975 beschafft hatte, deren Vernichtung angeordnet worden war, und diese in einer Datenbank auf einem 100.000 Dollar teuren Computer in Long Beach im Haus eines mit dem US-Geheimdienst verbundenen Anwalts digitalisiert hatte. Viele dieser Akten betrafen Personen aus Ronald Reagans Amtszeit als Gouverneur von Kalifornien, und es wurde spekuliert, dass Western Goals diese Akten benutzte, um Personen in der Reagan-Präsidentschaftsverwaltung zu erpressen.
Western Goals sammelte ab 1983 Gelder für die nicaraguanischen Contras, nachdem der Kongress der Reagan-Regierung die Unterstützung der USA untersagt hatte. Eine 2.000 Mann starke Contra-Brigade wurde zu Ehren des Mitbegründers von Western Goals, der beim Abschuss des Korean Air Lines Fluges 007 durch die Sowjetunion ums Leben gekommen war, in Larry McDonald Task Force umbenannt. Singlaub war ein Mittelsmann in Oliver Norths illegalem Waffennetzwerk für die Contras. Vertreter der Organisation wurden 1986 im Rahmen der Iran-Contra-Anhörungen befragt, was zu ihrer Auflösung führte.
Nach dem Tod von Larry McDonald übernahm kurzzeitig Roy Cohn die Führung der Organisation, der als Jurist eine wichtige Rolle während der McCarthy-Ära gespielt hatte. Mitte der 1980er Jahre verlor die Organisation durch eine interne Spaltung und Streitigkeiten allerdings an Relevanz, schon bevor es zur Auflösung kam.
Die Organisation gründete 1985 eine Tochterorganisation, Western Goals UK, später Western Goals Institute, die zeitweise großen Einfluss auf die britische konservative Politik hatte. Sie verband rechte und antikommunistische Netzwerke in ganz Europa und unterstütze das Apartheid-Regime in Südafrika. In Europa unterstützte Western Goals offen die französische Front National, die rechtsextreme Partei unter der Führung von Jean-Marie Le Pen. Der britische Ableger bestand bis zu seiner Auflösung im Jahr 2001.

## Mitglieder
Folgende Personen waren Mitglieder der Western Goals Foundation:
- Jean Spencer Ashbrook (* 1934), Politikerin im Repräsentantenhaus
- Walter Brennan (1894–1974), Schauspieler und Sänger
- Taylor Caldwell (1900–1985), Journalistin und Schriftstellerin
- Roy Cohn (1927–1986), Jurist und Mentor von Donald Trump
- Phil Crane (1930–2014), Politiker im Repräsentantenhaus
- Henry Hazlitt (1894–1993), Journalist und Ökonom
- Anthony Kubek (1920–2003), Historiker
- Bob Livingston (* 1943), Lobbyist und Politiker im Repräsentantenhaus
- Larry McDonald (1935–1983), Politiker im Repräsentantenhaus
- Thomas H. Moorer (1912–2004), Admiral der US Navy
- George Patton IV (1923–2004), Generalmajor der United States Army.
- Hans Sennholz (1922–2007), deutscher Ökonom
- Bob Stump (1927–2003), Politiker im Repräsentantenhaus
- Steve Symms (1938–2024), Politiker im US-Senat
- Edward Teller (1908–2003), Physiker
- Eugene Paul Wigner (1902–1995), Physiker

## Aktivitäten
Das erklärte Ziel von Western Goals war es, „die politische, wirtschaftliche und soziale Struktur der USA und der westlichen Zivilisation wiederaufzubauen und zu stärken, um jegliche Fusion mit der totalitären Welt unmöglich zu machen.“ Mitglieder des Netzwerkes arbeiteten dafür mit US-Behörden und Geheimdiensten zusammen und sammelten Informationen über Organisationen und Personen, die kommunistischer Umtriebe verdächtigt wurden. Western Goals war in verdeckte Operationen involviert, die antikommunistischen Zwecken dienten und unterstütze antikommunistische Regime in Ländern wie El Salvador, Nicaragua und Chile. Eine wichtige Rolle spielte die Koordinierung der internationalen Rechten, wofür Treffen und Seminare abgehalten wurden. Außerdem veröffentlichte Western Goals antikommunistische Bücher und Filme, besaß eine eigene Radiostation und gab einen vierteljährigen Newsletter heraus. Eingetragen war die Western Goals Foundation als 501(c)-Nonprofit-Organisation.